# Columba (gen)
Columba este un gen de păsări din familia Columbidae, care cuprinde numeroase specii de porumbei de talie medie sau mare, cu corp robust. Fiind genul tip al familiei, membrii săi sunt adesea numiți porumbei tipici. Numele genului este de etimologie latină, Columba fiind cuvântul latin pentru „porumbel”.
Speciile din acest gen sunt răspândite în Eurasia, Africa și Oceania, dar unele specii, cum ar fi porumbelul de stâncă, au fost introduse în afara arealului lor natural.
O serie de specii americane au fost clasificate anterior în Columba și alcătuiesc în prezent genul Patagioenas.

## Etimologie
Termenul columba provine din latinescul columba, „porumbel", forma feminină a lui columbus, „porumbel mascul", el însuși latinizarea grecescului κόλυμβος (kolumbos) „înotător", care derivă din verbul κολυμβάω (kolumbaō), „a plonja, a se arunca cu capul înainte, a înota". Forma feminină a lui kolumbos, κολυμβίς (kolumbis) a fost numele aplicat de Aristofan și alții porumbeilor de stâncă obișnuiți din Grecia, din cauza mișcării de „înot" făcută de aripile lor atunci când zboară.

## Taxonomie
Genul Columba a fost introdus de naturalistul suedez Carl Linnaeus în 1758, în cea de-a zecea ediție a lucrării sale Systema Naturae. Specia tip a fost desemnată drept porumbelul de scorbură (Columba oenas) de către zoologul irlandez Nicholas Aylward Vigors în 1825. Porumbeii americani incluși anterior în Columba sunt acum separați ca gen distinct Patagioenas. Faptul că ramura americană constituie o linie distinctă este confirmat de dovezile moleculare; de fapt, genul Patagioenas este bazal pentru separarea dintre genul Columba și genul Streptopelia. Columba împreună cu Streptopelia și genurile mai mici Nesoenas și Spilopelia (syn. Stigmatopelia), constituie ramura evolutivă dominantă a subfamiliei Columbinae în Eurasia și Africa.
Statutul taxonomic al unor porumbei africani plasați în prezent aici necesită studii suplimentare; aceștia sunt mai mici decât Columba obișnuită și diferă în alte aspecte. Columba larvata, în special, ar putea fi separată în genul Aplopelia. Cu toate acestea, grupul porumbeilor tipici s-a separat probabil de rudele sale cele mai apropiate în Miocenul târziu, probabil acum 7-8 milioane de ani.

## Specii
În acest gen sunt recunoscute 33 de specii vii (și 2 specii dispărute în perioada istorică):
- Columba albinucha
- Columba albitorques – porumbel cu guler alb
- Columba argentina
- Columba arquatrix
- Columba bollii – porumbel de dafin
- Columba delegorguei
- Columba elphinstonii – porumbel din Nilgiri
- Columba eversmanni – porumbel cu ochi galbeni
- Columba guinea – porumbel de Guinea
- Columba hodgsonii
- Columba iriditorques
- Columba janthina – porumbel japonez
- Columba junoniae – porumbel cu coadă cenușie
- Columba larvata – porumbel cu mască albă
- Columba leucomela – porumbel cu cap alb
- Columba leuconota – porumbel de zăpadă
- Columba livia – porumbel de stâncă
- Columba malherbii
- Columba oenas – porumbel de scorbură
- Columba oliviae
- Columba pallidiceps
- Columba palumboides
- Columba palumbus – porumbel gulerat
- Columba pollenii
- Columba pulchricollis
- Columba punicea
- Columba rupestris
- Columba sjostedti
- Columba thomensis
- Columba torringtoniae
- Columba trocaz – porumbel de Madeira
- Columba unicincta
- Columba vitiensis
- Columba jouyi †
- Columba versicolor †